# تشين فولر
تشين فولر (بالفنلندية: Cheyne Fowler؛ بالإنجليزية: Cheyne Fowler) هو لاعب كرة قدم جنوب أفريقي وفنلندي، ولد في 8 مارس 1982 في كيب تاون في جنوب أفريقيا. لعب مع نادي فآسا ونادي هلسنكي وهكا.

## وصلات خارجية
- تشين فولر على موقع قاعدة بيانات كرة القدم.إي يو (الإنجليزية)
- تشين فولر على موقع Soccerway.com (الإنجليزية)